# 大河东站
大河东站是青岛地铁4号线的地铁车站，位于中华人民共和国山东省青岛市崂山区崂山风景区内部滨河路与仰口路交叉口，为4号线东端终点站，于2022年12月26日开通。

## 车站结构

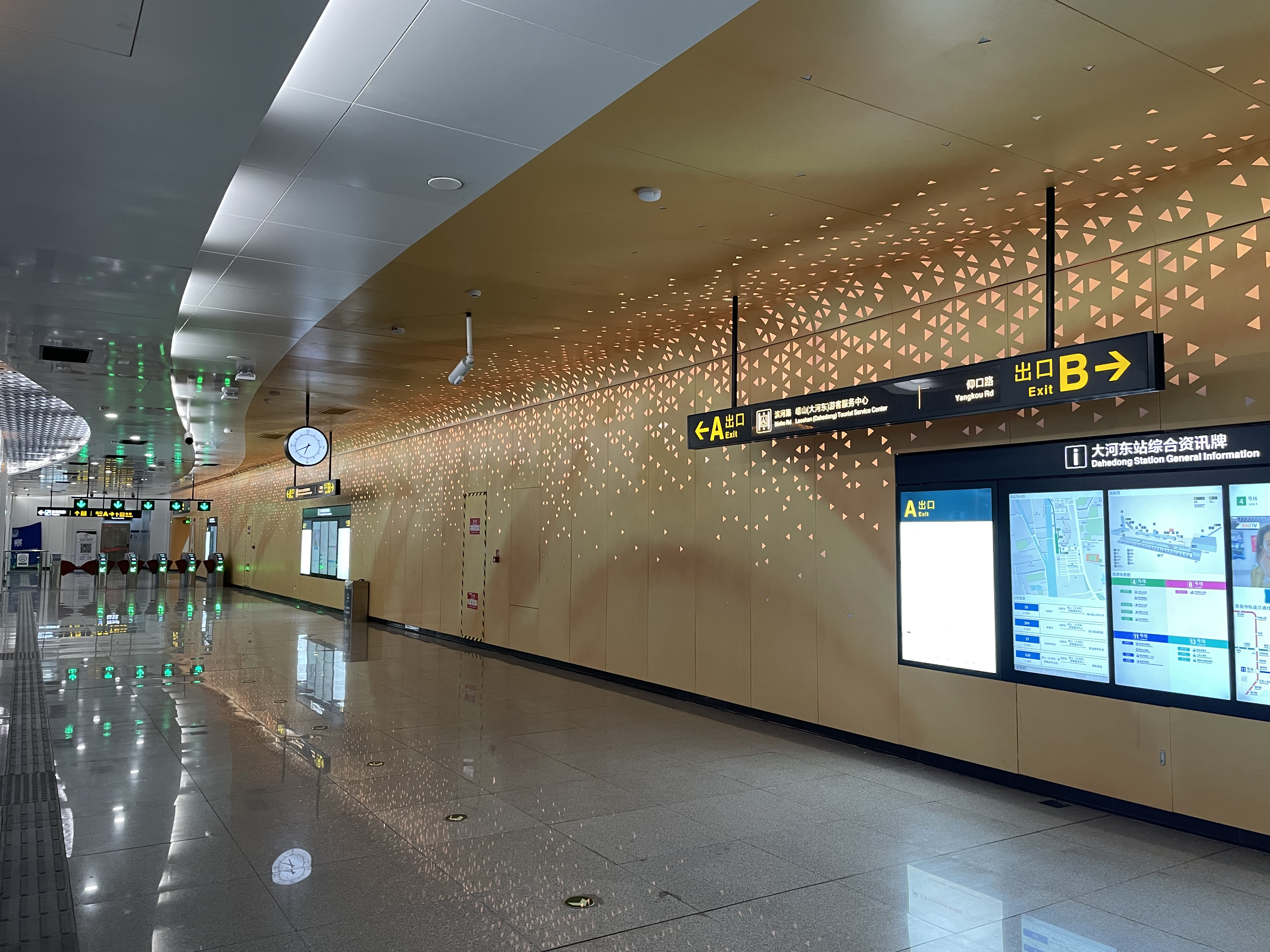
站厅

大河东站位于崂山风景区内部滨河路与仰口路交叉口，沿滨河路设置，呈南北走向，为地下四层岛式站台车站，车站长155米，标准段宽22.8米，车站地下一层与地下三层为设备层，地下二层为站厅层，地下四层为站台层，站台设置全高站台门。车站南侧设有一组交叉渡线，供列车站后折返使用。
| 地面              | 出入口 | A、B出入口                                                                              |
| 地下一层          | 设备   | 车站设备                                                                                |
| 地下二层          | 站厅   | 客服中心、自动售票机、验票机                                                            |
| 地下三层          | 设备   | 车站设备                                                                                |
| 地下四层          | 站台   | \| \| \| 4号线往人民会堂（登瀛） \| \| 島式 · 開左邊车门 \| \| \| \| \| \| 4号线落客 \| |
|                   |        | 4号线往人民会堂（登瀛）                                                                 |
| 島式 · 開左邊车门 |        |                                                                                         |
|                   |        | 4号线落客                                                                               |

## 出入口
大河东站共设2个出入口，各出口及周围设施如下所示：
| 编号                | 指示                                 | 建议前往的目的地         | 图片 |
| ------------------- | ------------------------------------ | ------------------------ | ---- |
| A · 出口 · （设有） | 崂山风景区(流清游览区)               | 崂山风景区大河东游客中心 |      |
| B · 出口            | 崂山(大河东)游客服务中心南停车场入口 | 崂山旅游集散中心         |      |
| 图例： 设有         |                                      |                          |      |

## 接驳交通

### 公交车
- 崂山(大河东)游客服务中心：37路，37路区间线，39路，113路，304路，630路

## 车站历史
本站工程名与正式站名均为大河东站，以车站所处的崂山风景区游客中心大河东入口命名。
- 2022年1月22日，车站主体结构封顶[2]。
- 2022年12月26日，车站随4号线通车开通[1]。